# ベッセル (小惑星)
ベッセル (1552 Bessel) は、小惑星帯に位置する小惑星。フィンランド南西部の都市トゥルクで、ユルィヨ・バイサラによって発見された。
ドイツの天文学者で、地球から恒星までの距離測定に初めて成功したフリードリヒ・ヴィルヘルム・ベッセルに因んで命名された。